# فرانك تومبكينز
فرانك تومبكينز (بالإنجليزية: Frank Tompkins)‏ هو كاتب أمريكي، ولد في 28 سبتمبر 1868 في واشنطن العاصمة في الولايات المتحدة، وتوفي في 21 ديسمبر 1954 في نورثفيلد في الولايات المتحدة.